# Fluorur de formil
El fluorur de formil, també conegut com a fluorur de carbonil, és un compost químic amb la fórmula química {\displaystyle {\ce {HCOF}}}. És un gas incolor, tòxic i altament reactiu. És un compost carbonílic, el que significa que té un àtom de carboni doblement enllaçat amb un àtom d'oxigen, i té un enllaç carboni-fluor que el converteix en un bon grup de sortida.

## Estructura
La molècula de fluorur de formil està formada per un àtom de carboni (C) doblement enllaçat a un àtom d'oxigen (O) i un àtom simple d'hidrogen (H) i un àtom de fluor (F). És un compost altament reactiu, amb un doble enllaç carboni-oxigen, que el converteix en un bon electròfil, i un enllaç carboni-fluor que el converteix en un bon grup sortint.

## Preparació
El fluorur de formil, es pot preparar mitjançant la reacció de monòxid de carboni i fluorur d'hidrogen en presència d'un catalitzador. L'equació química d'aquesta reacció és:
{\displaystyle {\ce {CO + HF -> HCOF}}}
La reacció es realitza normalment a temperatures elevades, entre 80-150 °C, i en presència d'un catalitzador com l'àcid sulfúric o el tri fluorur de bor. A continuació, l'{\displaystyle {\ce {HCOF}}} es destil·la per eliminar els reactius o subproductes restants.

## Ús
El fluorur de formil és un reactiu electròfil, el que significa que pot reaccionar amb compostos rics en electrons per formar nous compostos. Es fa servir habitualment per sintetitzar aldehids i àcids carboxílics en síntesi orgànica. També es fa ús en la síntesi de diversos fàrmacs, com agents antiinflamatoris i antibiòtics, i pesticides, com el carbofuran. El fluorur de formil també s'usa com a reactiu en investigacions de laboratori, principalment en síntesi orgànica i reaccions químiques. Algunes de les propietats i aplicacions clau del fluorur de formil inclouen:

## Toxicitat
El fluorur de formil és una substància química altament tòxica. És un corrosiu i un fort irritant pulmonar que pot causar danys respiratoris greus si s'inhala. Els símptomes de l'exposició al fluorur de formil poden incloure tos, dolor al pit, dificultat per respirar i, en casos greus, edema pulmonar, que pot provocar la mort. A més de ser tòxic quan s'inhala, el fluorur de formil també és nociu si entra en contacte amb la pell o els ulls. Pot causar cremades greus, així com danys als ulls, inclosa la ceguesa.